# AZ Picerno
AZ Picerno, zkráceně jen Picerno je italský fotbalový klub hrající v sezóně 2024/25 ve 3. italské fotbalové lize sídlící ve městě Picerno v regionu Basilicata.

## Změny názvu klubu
- 1973/74 – 1995/96 – Polisportiva Picerno (Polisportiva Picerno)
- 1996/97 – 2010/11 – Polisportiva AZ Picerno (Polisportiva AZ Picerno)
- 2011/12 – 2018/19 – ASD Polisportiva AZ Picerno (Associazione Sportiva Dilettantistica Polisportiva AZ Picerno)
- 2019/20 – AZ Picerno (AZ Picerno)

## Získané trofeje

### Vyhrané domácí soutěže
- 4. italská liga ( 1× )

2018/19

## Účast v ligách
| Úroveň soutěže | Název soutěže (nynější název) | První hraná sezona | Poslední hraná sezona | celkem odehraných sezon |
| -------------- | ----------------------------- | ------------------ | --------------------- | ----------------------- |
| 3              | Serie C                       | 2019/20            | 2024/25               | 5                       |
| 4              | Serie D                       | 2015/16            | 2020/21               | 5                       |
| 5              | Eccellenza                    | 2014/15            | 2014/15               | 1                       |